# Windows 3.x
Windows 3.x — загальна назва покоління операційних систем Windows від компанії Microsoft, випущених з 1990 по 1994 рік. Першою широко поширеною версією Microsoft Windows стала 3.0, дозволивши Microsoft змагатися з Macintosh і Commodore Amiga в області операційних систем з графічним інтерфейсом.
Всупереч поширеному міфу, насправді Windows 3.x все ж є операційною системою, оскільки, хоча вона і є надбудовою над DOS (як і всі Windows 9x), в ній залучаються механізми віртуалізації пам'яті, що є однією з характерних ознак ОС.
Включає такі версії:
- Windows 3.0
- Windows 3.1
- Windows 3.1 for workgroups
- Windows 3.11
- Windows 3.11 for workgroups